# Aberdonia (azienda)
La Aberdonia Cars è stata una casa automobilistica inglese, attiva a Londra dal 1911 al 1915.

## Il contesto

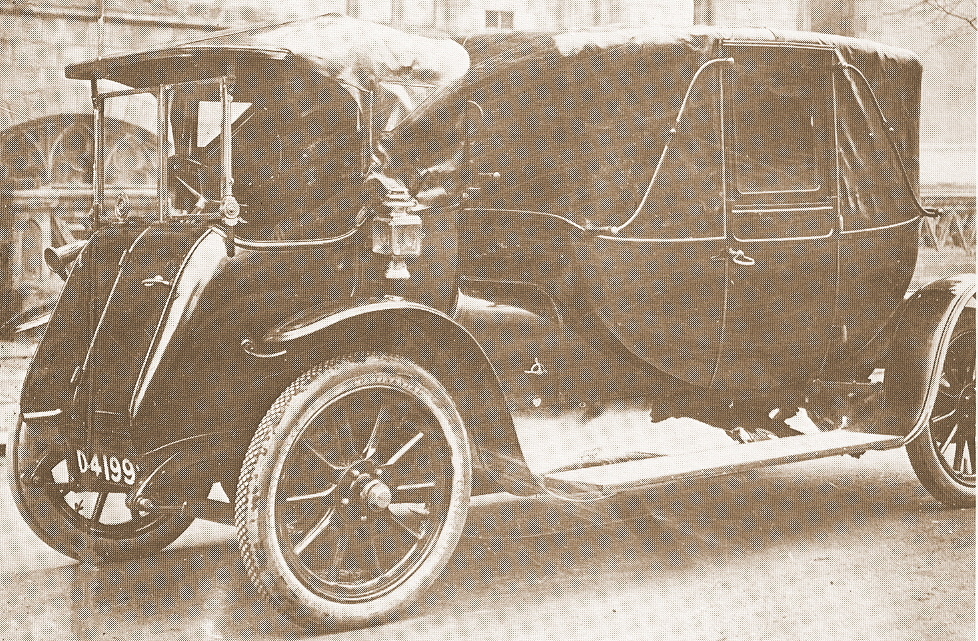
L'Aberdonia Landau nel 1912

Durante i decenni pionieristici del motorismo, tra la moltitudine dei nuovi mezzi di trasporto terrestri, acquatici e aerei indifferentemente denominati automobili, le autovetture venivano generalmente definite "carrozze senza cavalli" ed erano oggetto di una fortissima diatriba tra i progressisti sostenitori dei mezzi di locomozione a motore e i tradizionalisti difensori dei veicoli a traino animale.
Negli anni '10 del XX secolo la sagoma esteriore delle autovetture aveva ormai abbandonato l'aspetto di una carrozza con applicato un propulsore, per assumere forme più moderne, dettate dall'esigenza di razionalmente posizionare e proteggere le meccaniche o dalle prime intuizioni aerodinamiche.
Tuttavia, nonostante l'inarrestabile e velocissimo progresso tecnico, molti restavano i nostalgici delle carrozze ippotrainate e del mondo da queste rappresentato.

## L'azienda
In tale situazione, venne fondata nel quartiere di Shepherd's Bush la Aberdonia Cars Ltd, mutuando il toponimo latino medievale della città scozzese di Aberdeen. L'idea commerciale di fondo, in chiara controtendenza ai dettami modernisti del tempo, era di proporre sul mercato un veicolo a motore che avesse l'aspetto di una classica carrozza a cavalli, in modo da offrire una soluzione mediata ai nostalgici, indecisi tra l'adeguarsi al nuovo corso tecnico e il mantenimento della tradizione.
Tale strategia produttiva aveva anche il vantaggio di incaricare per la costruzione del corpo vettura la prestigiosa carrozzeria londinese Brown, Hughes & Strachan, non ancora convertita all'automobilismo e per la quale cominciavano a scarseggiare gli ordinativi, ottenendo prezzi assai favorevoli, dato che la stessa poteva riutilizzare senza eccessivi stravolgimenti le attrezzature, le scorte di magazzino e il proprio  know-how costruttivo.

## La produzione
L'officina Aberdonia realizzava i nudi telai, sui quali venivano assemblati i motori prodotti dalla Austin e le carrozzerie della Brown, Hughes & Strachan.
Al Salone di Londra del 1911 la Aberdonia presentò la sua creazione, in una lussuosa versione landau, dotata di un motore quadricilindrico in linea a valvole laterali di 3 161 cm³ (derivato dal propulsore Austin 20 hp), posizionato tra il minuscolo abitacolo anteriore del posto guida, riservato allo chauffeur, e il separato ampio abitacolo passeggeri.
Il modello veniva offerto al prezzo di 700 sterline, ma sul medesimo autotelaio si poteva anche ordinare una più economica versione berlina turistica a 7 posi, da 500 sterline.
La ridotta produzione, riservata ad un ristretto target di clienti tradizionalisti e facoltosi, venne presto interrotta dallo scoppio della prima guerra mondiale. L'Aberdonia chiuse definitivamente i battenti all'inizio del 1915 e non risultano essere sopravvissuti esemplari prodotti da questa casa automobilistica.